# Heinrich Junker (Politiker, 1911)
Heinrich Junker (* 30. August 1911 in München; † 6. April 1993 in Dachau) war Diplom-Ingenieur, bayerischer CSU-Politiker und bayerischer Staatsminister des Innern.

## Leben
Heinrich Junker studierte und war als Referendar im Bayerischen Vermessungsdienst. Seit dem Studium war er Mitglied der Studentenverbindung AGV München. Am 14. Dezember 1937 beantragte er die Aufnahme in die NSDAP und wurde rückwirkend zum 1. Mai desselben Jahres aufgenommen (Mitgliedsnummer 6.019.017). Er war Soldat im Zweiten Weltkrieg, bei Kriegsende mit dem Dienstgrad Major. Junker leitete nach dem Krieg das Vermessungsamt in Dachau. Von 1948 bis 1957 war er Landrat des Landkreises Dachau und von 1950 bis 1970 Abgeordneter im Bayerischen Landtag für den Stimmkreis Dachau. 
Junker beantragte am 27. Juli 1955 die Schließung des Krematoriumsgeländes des KZ Dachau, was einen weltweiten Sturm der Empörung auslöste. Junker galt als Verfechter der Todesstrafe.
Seit Oktober 1957 war er Staatssekretär im Bayerischen Staatsministerium des Innern, später von 1962 bis 1966 Staatsminister des Innern. Ende 1968 musste er vom Vorsitz eines Untersuchungsausschusses gegen den Bauunternehmer Hanns Maier zurücktreten, als offenbar wurde, dass er einen (unbezahlten) Sitz im Beirat eines Unternehmens Maiers hatte.
Junker wurde 1966 zum Präsidenten der Bayerischen Landesbodenkreditanstalt berufen, die im Juli 1972 mit der Bayerischen Gemeindebank zur Bayerischen Landesbank Girozentrale fusionierte. Von 1972 bis 1976 war er Vizepräsident und vom 1. Juni 1976 bis zum 1. Juni 1977 Präsident der Bayerischen Landesbank Girozentrale.

## Ehrungen
- 1960: Bayerischer Verdienstorden
- 1969: Großes Verdienstkreuz der Bundesrepublik Deutschland
- 1975: Großes Verdienstkreuz mit Stern der Bundesrepublik Deutschland
- 1981: Großes Verdienstkreuz mit Stern und Schulterband der Bundesrepublik Deutschland